# Inseparabili (Gazosa)
Inseparabili è il terzo album in studio del gruppo musicale italiano Gazosa, pubblicato l'8 marzo 2002 dalla Sugar. L'album ha ottenuto successo soprattutto grazie al singolo Ogni giorno di più.

## Tracce
1. 4 amici – 3:35
2. La mia amica del cuore – 3:51
3. Ogni giorno di più – 3:57
4. Sai che c'è – 3:25
5. Se ci credi (If I Give You My Heart) – 4:13
6. Domani – 3:41
7. Fiaba di luce – 3:59
8. Dimmi che ritornerai – 3:34
9. Nashy – 3:35
10. Una amica che non c'è – 4:05
11. Libera – 3:17
12. L'albero di note – 1:49

Bonus track
1. Melody (David Circus) – 4:06

## Formazione
- Jessica Morlacchi – voce, basso
- Federico Paciotti – chitarra
- Valentina Paciotti – tastiera
- Vincenzo Siani – batteria

## Classifiche
| Classifica (2002) | Posizione massima |
| ----------------- | ----------------- |
| Italia            | 45                |